# Joseph Graetz
Pour les articles homonymes, voir Graetz.
Joseph Graetz (2 décembre 1760 – 17 juillet 1826) est un compositeur, organiste et professeur de musique allemand.

## Biographie
En 1790, deux de ses œuvres scéniques sont créées : l'opérette Das Gespenst mit der Trommel et l'opéra Adelheid von Veltheim. Parmi ses étudiants, les plus remarquables, citons : Kaspar Ett, Peter Josef von Lindpaintner, Wilhelm Bernhard Molique et Eduard Rottmanner.